# Ampedus tsuneoi
Ampedus tsuneoi is een keversoort uit de familie kniptorren (Elateridae). De wetenschappelijke naam van de soort is voor het eerst geldig gepubliceerd in 1998 door Ôhira.